# Maurice Gabolde
Pour les articles homonymes, voir Gabolde.
Maurice Gabolde (né à Castres le 27 août 1891, mort à Barcelone le 14 janvier 1972) est un magistrat et homme politique français.
Collaborateur, il fut garde des Sceaux pendant le régime de Vichy. Il fut condamné à mort par contumace le 13 mars 1946.

## Biographie
Il est le fils de Hermance Bourdil (1859-1943) et de Louis Gabolde (1856-1939), sous-inspecteur de l'administration de l'Enregistrement. Le couple avait eu deux autres enfants morts en bas âge en 1881 et 1883. En 1905 la famille déménage à Paris et Maurice Gabolde poursuit ses études au Lycée Condorcet. De 1910 à 1913 il étudie en licence à la faculté de droit de Paris.
À partir de 1913, il effectue son service militaire quand débute la Première Guerre mondiale. Il est blessé le 30 juin 1915 à Neuville-Saint-Vaast et doit être amputé d'une jambe. Il se marie le 23 février 1918 et aura un fils né en 1924.
Après avoir réussi le concours d'avocat, il devient rédacteur au ministère de la Justice avant d'être nommé substitut du procureur à Saint-Omer. En 1922-1923 il devient procureur à Lons-le-Saunier, puis en 1925 à Belfort. En 1927 il est substitut général à la cour d'appel de Lyon puis en 1929 avocat général. En 1934 il est nommé substitut général à la section financière de Paris.
Après avoir été procureur général à Chambéry en septembre 1938, il est nommé en 1940, au début du régime de Vichy, avocat général à la Cour suprême de justice de Riom, un tribunal d'exception créé par le maréchal Pétain pour juger les dirigeants de la Troisième République et les généraux, que le nouveau régime estimait responsables de la défaite.
En 1940, il adhère au Groupe Collaboration d'Alphonse de Châteaubriant.
À partir de janvier 1941, il est procureur de la République à Paris. À ce titre il est impliqué dans la loi d'exception voulue par Pierre Pucheu à l'occasion de l'assassinat de l'aspirant allemand Alfons Moser par Pierre Georges. C'est en effet lui qui rédige l'article 10 de la loi du 14 août 1941 réprimant l'activité communiste ou anarchiste :

« L'action publique devant la juridiction saisie se prescrit par dix ans à dater de la perpétration des faits, même si ceux-ci sont  antérieurs à la promulgation de la présente loi. Toutes juridictions d'instruction ou de jugement sont dessaisies de plein droit à l'égard de ces faits au profit de la section spéciale compétente qui connaîtra en outre des oppositions faites aux jugements de défaut et aux arrêts de contumace. »

Cette loi crée des sections spéciales dans chaque cour d’appel, chargée de prononcer, sans possibilité de recours, des peines capitales à l'encontre des communistes et des anarchistes. L'article 10 lui donne un effet rétroactif, ce qui signifie qu'elle concerne aussi des actes commis avant sa promulgation.
Du 26 mars 1943 au 17 août 1944, il est garde des Sceaux du gouvernement Laval, remplaçant Joseph Barthélemy qui a été écarté à la demande des pro-allemands. Il est surnommé « von Gabold » ou « von Gabolde » par ses collègues. Il enjoint aux tribunaux, sans grand résultats, de radicaliser la répression, reprochant par exemple dans une circulaire du 13 avril 1944 la faible application de l’article 233 du Code pénal qui permet la condamnation à mort, même sans indication de préméditation, des prévenus accusés d’avoir tué un agent de la force publique. Il accompagne ensuite  le gouvernement en exil à Sigmaringen, dans le Sud-Ouest de l'Allemagne. Il fait alors partie des « passifs », ces ministres qui, comme Laval, abandonnent leur charge et refusent de participer à la délégation gouvernementale dirigée par Fernand de Brinon. Il s'enfuit en Espagne franquiste début mai 1945 avec Pierre Laval et Abel Bonnard. Il est interné quelques semaines au château de Montjuïc par les autorités espagnoles, puis est placé en résidence surveillée.
Il est condamné à mort par contumace par la Haute cour de justice de Paris le 13 mars 1946.
Il se fixe en Espagne où il exerce un temps la profession de subrécargue sur un cargo qui fait du cabotage le long des côtes puis il devient enseignant de français. À partir de 1967, à échéance du délai de prescription de la peine (20 ans après la date de condamnation), il recouvre ses droits à pensions civile et militaire de retraite française.
Il meurt à Barcelone en janvier 1972, à 80 ans. Son fils, Christian Gabolde (1924-2023), conseiller de préfecture, deviendra membre du Conseil d'Etat.
Dans le film Section spéciale (1975) de Costa-Gavras, son rôle est interprété par Jacques François.

## Publications
Il a rédigé divers ouvrages de droit, d'histoire et récits autobiographiques :
- Manuel des débits de boissons – Commentaire des lois du 17 juillet 1915, 1er octobre 1917, 17 juillet 1922 ;
- Manuel-dictionnaire des juges d'instruction ;
- Commentaire de la loi du 7 février 1933 sur les garanties de la liberté individuelle ;
- Le Crime mystique du théâtre des Célestins : Lyon 1851 - 1852 ;
- Écrits d'exil, contribution à l'histoire de la période 1939-1945, Éditions L'Harmattan, 2016, 594 p.  (ISBN 978-2-343-08358-2) ;
- Philibert Simond, contribution à l'histoire de la Révolution, Éditions L'Harmattan, 2013, 542 p.  (ISBN 978-2-29699-569-7) ;
- Les Carnets du sergent fourrier, souvenirs de la Grande Guerre, Éditions L'Harmattan, 2013, 323 p.  (ISBN 978-2-336-30452-6) ;
- Comment j'ai apporté la Savoie à la France, Éditions L'Harmattan, 2015, 345 p.  (ISBN 978-2-343-06923-4).